# رافائيلي سوزا
رافائيلي ليون كارفاليو سوزا (مواليد 18 يونيو 1991) هي لاعبة كرة قدم برازيلية محترفة تلعب في مركز المدافع أو لاعب الوسط لصالح أورلاندو برايد في الدوري الوطني لكرة القدم للسيدات ولاعبة المنتخب البرازيل الوطني لكرة القدم، لعبت سابقًا لصالح جامعة ميسيسيبي خلال مسيرتها الكروية الجامعية في الولايات المتحدة ولعبت بشكل احترافي لصالح هيوستن داش، وساو فرانسيسكو، وأمريكا مينيرو، وتشانجتشون تشويوي، وبالميراس، ونادي أرسنال.